# Yasutaka Yoshida
Yasutaka Yoshida (吉田 安孝 Yoshida Yasutaka?,  nacido el 22 de noviembre de 1966 en Hiroshima) es un exfutbolista japonés que se desempeñaba como defensa.

## Trayectoria

### Clubes
| Club                  | País  | Año         |
| --------------------- | ----- | ----------- |
| Tanabe Pharmaceutical | Japón | 1989 - 1991 |
| Sanfrecce Hiroshima   | Japón | 1991 - 1994 |
| Cosmo Oil Yokkaichi   | Japón | 1995 - 1996 |